# Côtes du Luberon

Eine Übersicht der einzelnen Appellationen des Weinbaugebiets Rhône. Zoom A zeigt die südlich gelegenen Appellationen bei Avignon und Zoom B stellt die nahe Lyon gelegenen Weinbaugebiete dar. Die Appellation Côtes du Luberon ist im Zoom A dargestellt

Côtes du Luberon ist ein Weinbaugebiet im südlichen Abschnitt der Weinbau-Region Rhône. Die Appellation, die seit dem 26. Februar 1988 den Status einer Appellation d’Origine Contrôlée (kurz AOC) hat, ist nach der Region des Luberon benannt. Die Weinberge umfassen ca. 3.400 Hektar Rebfläche und liegen in 36 Gemeinden am orographisch linken Ufer der Rhone, jedoch einige Kilometer landeinwärts. Das Gebiet erstreckt sich innerhalb des Départements Vaucluse zwischen Cavaillon im Westen und Manosque im Osten. Zugelassen sind nur Hanglagen, die über einen Kalksteinboden verfügen. Die mittlere Erntemenge liegt bei 170.000 Hektoliter/Jahr.

## Geschichte
Das Gebiet wurde seit 120 v. Chr. von den Römern besetzt, die recht schnell mit dem Anlegen von Weinbergen begannen. Aber erst mit dem Interesse der großen Klöster im Mittelalter belebten die Mönche die Qualitätsbestrebungen im Weinbau. Die Region der Côtes du Luberon profitierte außerdem ab 1309 von der Anwesenheit der Päpste in Avignon (Avignonesisches Papsttum). Die Rebflächen nahmen derart große Ausmaße an, dass im Jahr 1369 für 20 Jahre ein Neuanlegen von Rebflächen untersagt wurde.
Als in den 1930er Jahren das System der Appellationen in Frankreich eingeführt wurde, setzte man in der Region Côtes du Luberon eine Interessengemeinschaft zur Förderung der Weinqualität ein. Das Weinbaugebiet wurde am 20. Dezember 1951 zum Vin Délimité de Qualité Supérieure (VDQS) und am 27. Februar 1988 zur Appellation erklärt.

## Wein und Rebsorten
Der Rotwein, der 65 % der eingebrachten Weine ausmacht, wird aus den Haupt-Rebsorten Grenache, Syrah (der Anteil der beiden erstgenannten Sorten beträgt  mindestens 60 %, davon mindestens 10 % Syrah), Mourvèdre, Carignan (max. 20 %) und Cinsault (max. 20 %) hergestellt. Die Rotweine sind in der Regel granatrot, nicht zu schwer, fruchtig und duftig. Gute Weingüter, wie Château de L'Isolette oder Château Val Joanis, bringen jedoch durchaus sehr gehaltvolle Weine auf den Markt.
Für den Roséwein gilt der gleiche Rebsortenmix, allerdings dürfen bis zu 20 % weiße Rebsorten hinzugefügt werden.
Der Weißwein enthält die Hauptsorten Grenache Blanc, Clairette Blanche, Bourboulenc, Ugni Blanc und Vermentino (hier «Rolle» genannt). Der Anteil von Ugni Blanc ist seit 1995 auf max. 50 % festgelegt. Als Nebensorten sind Roussanne und Marsanne blanche erlaubt. Der Anteil der Nebensorten darf insgesamt max. 20 % betragen.
Der Anteil an Weißweinen ist mit ca. 20 % in dieser Appellation im Vergleich zu den umliegenden Appellation wie z. B. Côtes du Ventoux oder Côtes du Rhône vergleichsweise hoch, da das Klima hier etwas kühler ist. Weiterhin werden zu über 50 % Rosèweine erzeugt, der Rest der Produktion entfällt auf Rotweine.
Die Ertragsbeschränkung liegt generell bei 50 Hektoliter/Hektar. Die Weine müssen einen Mindestalkoholgehalt von 11 Volumenprozent aufweisen.

## Die 36 zugelassenen Gemeinden
Ansouis, Apt, La Bastide-des-Jourdans, La Bastidonne, Beaumont-de-Pertuis, Bonnieux, Cabrières-d’Aigues, Cadenet, Castellet-en-Luberon, Cheval-Blanc, Cucuron, Goult, Grambois, Lacoste, Lauris, Lourmarin, Maubec, Ménerbes, Mérindol, Mirabeau, La Motte-d’Aigues, Oppède, Pertuis, Peypin-d’Aigues, Puget, Puyvert, Robion, Saignon, Saint-Martin-de-Castillon, Saint-Martin-de-la-Brasque, Sannes, Les Taillades, La Tour-d’Aigues, Vaugines, Villelaure und Vitrolles.